# 食肉袋鼠屬
食肉袋鼠屬（學名Propleopus）是澳洲一屬已滅絕的有袋類。屬下包括 3 種：生存於上新世至更新世的 P. chillagoensis，以及僅生存於更新世的 P. oscillans 與 P. wellingtonensis。和牠們現存的近親麝袋鼠一樣，牠們可能同樣為雜食性的。